# 威普罗
威普罗公司（Wipro Limited，Western India Products Limited）是一家總部位於印度班加羅爾的跨國IT咨詢及IT服務管理公司。 它本來也從事其他非IT服務業務，但2013年3月31日非IT服務部門分離出來形成Wipro Enterprises Limited，母公司則主攻IT服務業。 截至2014年12月年，該公司在世界上61個國家為900多個福布斯1000大公司提供服務。
2013年5月排在全球2000大上市企業中的第812位。2015年1月31日其市值達到1.63萬億盧比（263億美元），從而成為印度最大的上市公司和全球第七大IT服務公司。

## 外部連結
- 官方网站 
- YouTube上的Wipro
- Wipro at CrunchBase
- Wipro at Wikinvest

- - Wipro Limited的商業數據：
  - Hoover's
  - Reuters
  -  SEC filings